# 和合真一
和合 真一（わごう しんいち、1986年9月13日 - ）は、日本の俳優、モデル。株式会社ウイント執行役員。同社所属。
東京都出身。身長180cm

## 人物
特技はグラフィックデザイン（デザイナー職務歴7年）、イラストレーション、様々な声色を出すこと、写真撮影、映像制作、編集、自撮り。趣味は舞台鑑賞、クラシック鑑賞、飲食店、カフェ、バー巡り（お気に入り店計900件以上）、デジタル・家電製品。
定番の自己紹介は「令和の和に合格の合、真実はいつも一つ！だけど生まれは昭和だよ！＼みっえなーい！／和合真一です！」となっている。
他にも「平和の和に合格の合、真実はいつも一つと書いて和合真一です！」などもある。

## 出演

### CM
- KDDI「au 800MHz スポ根ドラマ篇」（2014年4月 - ）
- 福井銀行（2014年8月 - ）
- 参天製薬「サンテFX×MH4G 狩りの必需品篇」（2014年12月 - ）
- ベストブライダル「アートグレース ウエディング スクエア」（2015年 - ） - 新郎 役
- 電源開発（J-POWER）「発電会議。」（2015年 - ） - 風力発電 役

### 広告
- エステティックTBC「MEN'S TBC エピプラスCSモイスチュアシートDX」（2014年）

### 映画
- 生贄のジレンマ（2013年、ジェネオン・ユニバーサル・エンターテイメント） - 中村恭平 役
- 劇場版 屍囚獄 起ノ篇（2017年6月3日公開、「劇場版 屍囚獄」製作委員会） - 天野貴彦 役 
  - 劇場版 屍囚獄 結ノ篇（2017年6月10日公開、「劇場版 屍囚獄」製作委員会） - 天野貴彦 役
- LADY NINJA ～青い影～（2018年1月公開、『LADY NINJA』製作委員会）
- 遮那王 お江戸のキャンディー3（2019年11月公開、お江戸のキャンデー3製作委員会） - 平重衡 役
- LOVE STAGE!!（2020年10月公開、「LOVE STAGE!!」製作委員会） - 相楽玲 役

### TV
- 神様のボート（2013年3月10日 - 2013年3月24日、NHK BSプレミアム）
- イタズラなKiss~Love in TOKYO（2013年3月29日 - 7月19日、フジテレビTWO） - クラスメイト(高校生) 役
- 恋（2013年12月16日、TBS）
- 有吉ゼミ（日本テレビ）
  - 2015年7月 - 有坂翔太 役（VTR出演）
  - 2015年11月 - 中田大輔 役（VTR出演）
- 松本清張特別企画『共犯者』（2015年9月30日、テレビ東京）
- ゴッドタン（2016年10月、テレビ東京） - 和合真一（本人） 役
- きみだけTV（2016年11月・12月、日本海テレビ）
- アニメマシテ（2017年1月、テレビ東京） - ゲスト
- ワールドツアー完璧MAP（BSフジ）
  - スペイン編（前編：2017年11月13日・後編：11月14日）
  - チェコ編（2018年8月6日※前編・8月7日※後編）
  - 南フランス編（2018年10月1日※前編・10月2日※後編）
  - 香港編（2019年2月11日※前編・2月12日※後編）
  - パラオ編（2019年7月9日※前編・7月10日※後編）
  - カナダ西部編（2019年12月4日※前編・12月5日※後編）
  - メルボルン編（2020年3月3日）
  - タスマニア編（2020年3月4日）
  - マレーシア編（2020年3月5日※前編・3月6日※後編）
  - ストックホルム編（2020年6月30日）-ナレーション
  - マレーシア編（2020年3月5日※前編・3月6日※後編）
- 半分、青い。（2018年4月、NHK総合） - メッシー 役
- 家政夫のミタゾノ 第2シリーズ 第6話（2018年5月25日、テレビ朝日） - 伊丹二郎 役
- ワカコ酒 Season4 第11話（2019年3月18日、BSテレ東） - 「万歳パンダ」の店員 役
- 世界の鉄道旅～撮り鉄・乗り鉄大集合!（BSフジ）
  - ミャンマー編（2019年5月30日）
  - 台湾編（2019年6月27日）
  - ロシア編（2019年7月25日）
  - タイ編（2019年10月10日）
- 真夜中ドラマ「女ともだち」第12話（最終回）（2020年7月25日、BSテレ東／テレビ大阪） - 中岡祐太 役
- 2.5次元ナビ! 第41回（2020年8月24日、日テレプラス） - ゲスト
- ニッポン美景めぐり[2]
  - 岐阜県 郡上八幡編（2021年1月9日）[3]
  - 香川県 小豆島編（2021年1月16日）
  - 長崎県 平戸市編（2021年1月23日）
  - 高知県編（2021年1月30日）
  - 佐賀県 伊万里市編（2021年2月6日）
  - 秋田県 男鹿半島・大潟編（2021年7月11日）
  - 青森県 十和田・奥入瀬編（2021年7月18日）
  - 東京都 八丈島編（2021年8月20日）
  - 長野県 八ヶ岳周辺編（2021年11月7日）
  - 福島県 南会津郡 下郷町編（2022年2月6日）
  - 千葉県 香取市編（2022年3月6日）
  - 北海道 紋別編（2022年3月25日）
  - 愛媛県 今治編（2022年5月1日）
  - 広島県 尾道編（2022年5月8日）
  - 岡山県 倉敷編（2022年6月5日）
  - 岐阜県 飛騨高山～白川郷編（2022年7月10日）
  - 福井県 坂井編（2022年7月17日）
  - 群馬県 前橋～沼田編（2022年8月7日）
  - 茨城県 水戸周辺編（2022年9月11日）
  - 栃木県 那須高原編（2022年9月18日）
  - 島根県 出雲～松江編（2022年11月6日）
  - 鳥取県 鳥取～倉吉編（2022年11月13日）
  - 埼玉県 寄居～長瀞編（2022年12月11日）
  - 徳島県 編（2023年4月16日）
  - 宮崎県 日南～高千穂編（2023年5月7日）
  - 香川県編（2023年6月4日）
  - 熊本県 阿蘇周辺編（2023年7月2日）
  - 『フィギュアスケート　りくりゅうペアと行く！カナダ美景めぐりSP』（2023年7月23日　ゲスト：三浦璃来・木原龍一）
  - 静岡県 浜松編（2023年10月8日）
  - 山口県 長門～萩編（2023年11月12日）
  - 愛知県 渥美半島編（2023年12月10日）
  - 福岡県 北九州市編（2024年1月7日）
  - 大分県 中津～豊後高田編（2024年2月4日）
  - 神奈川県 小田原編（2024年3月10日）
  - 大阪府 堺市編（2024年4月7日）
  - 和歌山県 湯浅～南紀白浜編（2024年5月4日）
  - 長野県 安曇野編（2024年6月1日）
  - 新潟県 長岡編（2024年9月7日）
  - 北海道 旭川～美瑛編（2024年10月6日）
  - 宮城県 白石～蔵王編（2024年11月3日）
  - 山形県 山形市周辺編（2024年12月1日）
  - 岩手県 盛岡編（2024年12月29日）
  - 青森県 八戸市～六ヶ所村編（2025年1月5日）
  - 兵庫県 豊岡～香美編（2025年2月2日）
  - 千葉県 南房総編（2025年3月2日）
  - 三重県 桑名～関宿編（2025年5月18日）
  - 熊本県 天草編（2025年6月8日）
  - 京都府 北部編（2025年7月6日）
  - 鹿児島県 薩摩半島編（2025年7月27日）
- ワールドツアーPhoto BY WAGO（BSフジ）
  - チェコ編（2021年3月13日）
  - カナダ・西部編（2021年3月20日）
  - オーストラリア南東部編（2021年3月27日）
  - バルセロナ周辺編（2021年9月13日）
  - 南フランス編（2021年9月19日）
  - パラオ編（2021年10月3日）
  - マレーシア編（2021年10月10日）
- ぽかぽか（2023年6月1日、フジテレビ）
- ワールドツアー2023（BSフジ）
  - 東カナダ編（2023年7月16日※前編・7月30日※後編）
  - スイス・ユングフラウ地方編（2023年9月10日）
  - 香港編（2023年10月29日）
- マーダーミステリーShowcase～５人の証言～『白昼の訪問者』（2024年11月3日、日テレプラス） - 参田 役[4]
- 『ワールドツアー２０２４ＳＰ～カナダの、その奥へ～』ノースウエスト準州編（2024年12月1日、BSフジ）
- グラぱらっ!（2025年7月7日 - 、朝日放送テレビ『ドラマL』） - 盛岡ヒデ 役

### 配信
- 七人のチャレンジ侍!（2014年2月、アメーバスタジオ）
- ブサイク☆キングダム（2014年7月、アメーバスタジオ）
- アサヒビール「ミセココ」（2014年12月 - ）
- 電源開発（J-POWER）「発電会議。」スペシャルコンテンツ、ショートムービー（2015年）
- FRESH! by AbemaTV「『若様組まいる』が参る！」（2016年5月） - ゲスト出演
- ニコニコ生放送「安里勇哉チャンネル『あさと☆ちゃんぷる～』」（2016年5月29日・2017年5月24日・10月4日・2018年1月13日・8月29日・2019年6月19日・2020年3月14日・ 2021年4月11日） - ゲスト出演
- ニコニコ生放送「キャストサイズチャンネル『キャストサイズニュース』」（2016年6月・9月・11月・2017年8月・2018年3月14日・9月19日） - ゲスト出演
- ニコニコ生放送「キャストサイズチャンネル『佐伯大地のダイチ呑み』」（2017年9月） - ゲスト出演
- ニコニコ生放送「キャストサイズチャンネル『平野 良のおもいッきり木曜日』」（2019年1月31日・6月27日・2020年1月30日） - ゲスト出演
- ニコニコ生放送「ダミヘの扉」（2018年3月28日・4月30日・10月25日・2019年6月22日） - ゲスト出演
- ニコニコ生放送「黒羽麻璃央の僕ん家おいでよ」（2018年11月18日） - ゲスト出演
- ニコニコ生放送「スマボch 伊万里有の『いまりんキッチン』」（2019年3月4日・2020年4月7日） - ゲスト出演
- ニコニコ生放送「スマボch 松村龍之介『のすけの寄り道』第13回ゲスト和合真一～トークテーマはバスケorお酒？SP～」（2019年4月25日） - ゲスト出演
- ニコニコ生放送「松田凌×小野健斗のおふたりさん(仮）」（2019年4月18日） - ゲスト出演
- Abema TV FRESH！ 舞台「若様組まいる～アイスクリン強し～」稽古場生放送！（2018年4月13日） - ゲスト出演
- ニコニコ生放送「KIMERUの愛してキメル！」（2018年5月22日・12月11日） - ゲスト出演
- 日テレプラス「2.5次元ナビ！」（2018年7月20日） - F6 MV撮影リポート
- 買えるバトルクラブ（プレゼン：2019年8月8日・結果発表：8月15日、AbemaSPECIAL 2チャンネル）
- USEN C43ch「舞台やろうっ！『杉江大志のスマイル大使！』」（2019年4月1日 - 14日） - ゲスト出演
- ニコニコ生放送「キャストサイズチャンネル『GAKUなしBrother's』」（2020年3月5日） - ゲスト出演
- ニコニコ生放送「キャストサイズチャンネル『佐伯大地の旅飯』特別編」（2020年6月23日） - ゲスト出演
- ニコニコ生放送「ニコニコあさステ！チャンネル 生放送特番『松村龍之介のよるステ！』」（2020年6月28日） - ゲスト出演
- ニコニコ生放送「大崎捺希のまったりとーくるーむ」大崎捺希の華麗なる生誕祭 2部（2020年8月2日） - ゲスト出演
- ニコニコ動画「VOIPARA」（朗読劇）（2020年8月5日） - 出演
- ニコニコ超会議「黒羽麻璃央 オンライン朗読劇」『たもつん』（2020年8月15日） - ヤベ先輩 役
- ニコニコ生放送(Re)『月刊 田村心』～オンライン朗読劇「たもつん」アフタートーク！～（2020年8月15日） - ゲスト出演
- YouTube【2.85次元】教育番組パロディショー「うたってにこりん☆」（2020年11月19日 - ） - 鹿月扇次 役[5]
- YouTube「しょうぐん小話 その２ 秀忠【ボイスアニメ】◆しょうぐん 天晴れェド！◆」（2020年11月20日） - 光圀 役[6]
- dTVチャンネル「荒牧慶彦 ANOTHER WORLD」（#11：2020年12月16日・#12：12月23日） - ゲスト出演
- ニコニコ生放送(Re)「橋本祥平＆川隅美慎 HEY-B TALK!」（2020年12月25日） - ゲスト出演
- YouTube「“魅せる”こだわり WALL DECOR」富士フイルム（2021年3月1日） - 出演[7]
- ABEMA「黒羽麻璃央のやりたいこと全部やります」（2021年1月7日 - 3月25日 全12回） - ナレーター
- ニコニコ生放送「じゅっきま」（#52：2021年1月18日・#59：2021年9月3日） - ゲスト出演
- Streaming+「マダミスマンション」（染谷の部屋）（2021年3月20日） - ヒスイ 役
- 360Channel「監禁朗読劇　LOCK UP READING THEATER『The Lost Sheep』」（2022年3月5日） - 藤龍之介 役
- LINE LIVE 「ワゴチャンネル」（2018年9月14日 -　2023年3月23日 全50回） - レギュラー
- ニコニコ生放送「キャストサイズチャンネル『プロゲストWAGO』」（2021年11月24日 - 月1回） - レギュラー
- BSフジオンデマンド「ワールドツアーPhoto BY WAGO」 - レギュラー[8]
- BSフジオンデマンド「ニッポン美景めぐり」 - レギュラー[9]
- ABEMA 「ABEMA BOATRACE CRUISE『六本木フレンドパーク』」 - ゲスト出演[10]
  - 2.5次元俳優チーム【松村優・和合真一】#10（2022年6月4日）
  - 2.5次元俳優チーム【和合真一・木津つばさ】#18（2022年8月6日）
  - リベンジチーム【松村優・和合真一】#35（2022年12月3日）
- FUM 「ワゴチャンネル」（2023年5月29日～） - レギュラー
- ABEMA 「ABEMA BOATRACE SPACE『波乗り全速!ブレインターン!!!!!!』」#20（2023年8月26日） - ゲスト出演
- 安里勇哉 OFFICIAL FANCLUB「トークアトラクション「5DIVE」」（2023年9月9日）
- ニコニコ生放送「キャストサイズチャンネル『北川尚弥の旅飯』」第二十一回（2023年11月22日） - ゲスト出演
- ニコニコ生放送「いざーチャンネル『井澤勇貴のいざーチャンネル』」#2（2023年12月24日） - 和合真一・小野健斗
- Ｂハイ～映えＢＯＹＺハイスクール～（2023年12月27- 、テレ朝動画『logirl（ロガール）』
- ニコニコ生放送 「2.5次元 やっぱニコメン『【鮎川太陽】 BAR Ayukawa Taiyo supported by ニコメン』」第2回（2024年1月25日） - ゲスト出演
- FUM「君沢青春学園『1/31誕生日の君沢先生の誕生日を一緒に迎える会』」（2024年1月31日） - ゲスト出演
- ニコニコ生放送 『和合真一 祝！生誕38年バースデー記念特番』（2024年9月13日）
- ABEMA 「ABEMA BOATRACE COLORS『波乗りSPLASH CAFE』」 - ゲスト出演
  - 『波乗りSPLASH CAFE』#5（2025年5月3日）
  - 『EW開幕記念特番 波乗りSPLASH CAFE - BE THE STAR』（2025年6月14日）
  - 『波乗りSPLASH CAFE』#13（2025年5月3日）

### 舞台
- トウキョウ演劇倶楽部プロデュース公演Vol.4朗読劇「二人のロミオと、二人のジュリエット」（2014年1月） - ベンヴォーリオ 役
- 桃太郎外伝～竜宮城大決戦～（2014年3月、築地本願寺ブディストホール） - 熊野小十郎 役
- 人狼の王子様☆2nd season（2014年4月 - 5月、上野ストアハウス） - ローラン 役
- トウキョウ演劇倶楽部プロデュース公演Vol.6「Summer's Rain（仮）『だって好きだから!』」（2014年1月、戸野廣浩司記念劇場） - 青い目竜蔵 役
- オトメステージVol.2「擬人カレシ～けもみみ大作戦!?～」（2014年12月、新宿村LIVE） - ショウ 役
- LOVE&CHICK～マゼルナ×キケン～（2015年4月） - 朝比奈倖志郎 役（W主演）
- 創造集団生活向上委員会 第32回公演「オルガンズ～おんな赤ひげ奮闘記～」（2015年5月、博品館劇場） - 塩川賢治 役
- a-fiction第1回カフェ公演「BRAGGING～貴方の自慢おききします～」（2015年8月） - 冴木洋人 役
- MOGURAYA ―百年盂蘭盆―（ひゃくねんぼんまつり）（2015年9月、築地本願寺ブディストホール） - シロ 役
- 御伽童子（2016年1月、シアター風姿花伝） - 兄 役
- オトメステージVol.3「マフィアモーレ☆」（2016年2月、新宿村LIVE） - コマチ 役

- 舞台「黒子のバスケ」 - 森山由孝 役
  - 舞台「黒子のバスケ」THE ENCOUTER」（2016年4月、サンシャイン劇場）
  - 舞台「黒子のバスケ OVER-DRIVE」（2017年6月 - 7月、AiiA 2.5 Theater Tokyo / 森ノ宮ピロティホール）
  - 舞台「黒子のバスケ ULTIMATE-BLAZE」（2019年4月 - 5月、COOL JAPAN PARK OSAKA TTホール / 刈谷市総合文化センター大ホール / 日本青年館ホール / 福岡市民会館大ホール）
- ジョー＆マリ プロジェクト「熱闘!!飛龍小学校☆パワード」（2016年6月、シアターサンモール） - 最強の転校生ウォン 役
- 即興芝居×即プレビュー「potluck11 supported by ASTRO HALL」（2016年7月、原宿アストロホール）
- 若様組まいる - 牧忠行 役
  - 「若様組まいる」（2016年8月、天王洲 銀河劇場）[11]
  - 「若様組まいる～アイスクリン強し～」（2018年4月 - 5月、サンシャイン劇場）
  - 「若様組まいる～若様とロマン～」（2018年10月、三越劇場）
- おそ松さん on STAGE ～SIX MEN’S SHOW TIME～ - 十四松（F6） 役
  - 「おそ松さん on STAGE ～SIX MEN’S SHOW TIME～」（2016年9月 - 10月、シアタードラマシティ / Zeppブルーシアター六本木）[12]
  - 「おそ松さん on STAGE ～SIX MEN’S SHOW TIME2～」（2018年2月 - 3月、梅田芸術劇場 / TOKYO DOME CITY HALL）[13]
  - 「おそ松さん on STAGE ～SIX MEN’S SHOW TIME3～」（2019年11月 - 12月、あましんアルカイックホール / 舞浜アンフィシアター）[14]
- 劇団たいしゅう小説家 Present's「LDKミディアム」（2016年11月、ワーサルシアター） - 主演 榊健太 役
- 舞台「私のホストちゃん REBORN」（2017年1月 - 2月、サンシャイン劇場 / 森ノ宮ピロティホール / 東海市芸術劇場大ホール） - 絵空 役[15]
- 舞台 増田こうすけ劇場 ギャグマンガ日和 ～奥の細道、地獄のランウェイ編～（2017年2月、ラフォーレミュージアム原宿） - 三蔵法師 役[16]
- 舞台「SaGa THE STAGE」
  - 30-DELUX SQUARE ENIX Special Theater「ロマンシング サガ　THE STAGE ～ロアーヌが燃える日～」（2017年4月 - 5月、サンシャイン劇場 / サンケイホールブリーゼ / 愛知県芸術劇場大ホール / 久留米シティプラザ ザ・グランドホール） - ルートヴィッヒ 役
  - 舞台「SaGa THE STAGE～再生の絆～」（2024年2月22日 - 25日、サンシャイン劇場 / 2月29日 - 3月3日、サンケイホールブリーゼ[17]） - クジンシー役
- 夏の夜の夢
  - 夏の夜の夢（2017年8月 - 9月、カメリアホール（江東区亀戸文化センター） / 栃木総合文化センター メインホール） - ヘレナ 役
  - 夏の夜の夢（2021年12月18日 - 19日、名古屋芸術創造センター / 2021年12月22日 - 26日、東京芸術劇場 シアターイースト） - ディミートリアス 役[18]
- 「ハンサム落語」
  - 「ハンサム落語」第九幕（2017年10月、シアターサンモール）
  - 「ハンサム落語」第十幕（2018年11月、CBGKシブゲキ!! / シアター朝日）
  - 「ハンサム落語」2ndシーズン（2019年7月、赤坂RED/THEATER）
  - 「ハンサム落語」2023（2023年10月4日 - 9日、CBGKシブゲキ!! / 10月13日 - 15日、シアター朝日（和合真一は東京のみの出演)）
- ウィズステージVol.4「結ひの忍」（2017年11月、六行会ホール） - 主演 明太子 介鱈辛明 役
- 「DIABOLIK LOVERS MORE,BLOOD」（2018年1月、クラブeX（品川）） - 逆巻レイジ 役
- 「BOYS★TALK 第3弾」（2018年6月、CBGKシブゲキ!!） - 不思議系男子☆　ヤゴちゃん 役
- 「BRAVE10～燭～」（2018年7月、なかのZERO 大ホール） - 直江兼続 役
- 「LADY OUT LAW!」（2018年9月、品川プリンスホテル クラブeX）-日替わりゲスト：セールスマン 役
- ミラクル☆ステージ『サンリオ男子』- 源誠一郎 役[19]
  - ミラクル☆ステージ『サンリオ男子』（2018年11月 - 12月、天王洲 銀河劇場）[20]
  - ミラクル☆ステージ『サンリオ男子～KAWAII Evolution～』（2021年7月15日 - 7月25日、品川プリンスホテル クラブeX / 7月30日 - 8月1日、京都劇場）
  - ミラクル☆ステージ『サンリオ男子』～One More Time～（2023年10月17日 I'M A SHOW） - 日替わりゲスト
- WINTARTS STAGE 
  - WINTARTS 1st STAGE『The Phantom Carol ～聖夜の怪人～』（2018年12月20日 - 23日、新宿角座） - ファントム 役
  - WINTARTS 2nd STAGE『謝罪会見プランナー』（2019年12月26日 - 29日、新宿角座） - 天野オサム 役
- オムイズムvol.2『園園～そのその～』（2019年1月、北沢タウンホール）-日替わりゲスト
- 「文豪とアルケミスト」- 江戸川乱歩 役
  - 「文豪とアルケミスト 余計者ノ挽歌」（2019年2月21日 - 28日、シアター1010 / 3月9日 - 10日、京都劇場）[21]
  - 「文豪とアルケミスト 綴リ人ノ輪唱（カノン）」（2020年9月10日 - 22日、品川プリンスホテル ステラボール / 9月25日 - 27日、京都劇場）[22]
  - 「文豪とアルケミスト 嘆キ人ノ廻旋（ロンド）」（2022年9月2日 - 11日、品川プリンスホテル ステラボール / 9月17日 - 19日、森ノ宮ピロティホール）
- 「上にいきたくないデパート」（2019年8月21日-29日、三越劇場） - 錦戸伊織 役
- 「MONSTER LIVE！」（2019年10月、六本木 俳優座劇場）
- 朗読劇「ドラゴン桜 ～2nd season～」（2020年1月19日、サントリーホールブルーローズ） - 大沢賢治 役
- 「しょうぐん 天晴れェド！～喝采～」（2020年5月13日 - 17日、ニューピアホール） - 主演 十五代 慶喜 役（公演中止）[23]
- タンバリンステージ×LIVEDOGプロデュース公演「天満月のネコ」（2020年7月15日 - 19日、シアターサンモール） - コゲンタ 役
- 壱人前企画vol.13「死ヌ事典 _ars_moriendi」（2020年11月10日 - 15日、中野ザポケット） - 真下淳 役
- 舞台『遙かなる時空の中で３ 十六夜記』- 藤原泰衡 役
  - 舞台『遙かなる時空の中で３ 十六夜記』（2021年1月22日 - 31日、サンシャイン劇場 / 2月6日・7日、メルパルクホール）[24]（大阪公演中止）
  - 舞台『遙かなる時空の中で３ Ultimate』（2023年4月23日 - 30日、こくみん共済 coop ホール／スペース・ゼロ　和合真一は十六夜記編のみの出演)
- 舞台「元号男子」- 大正 役
  - 舞台「元号男子」（2021年3月4日 - 14日、大手町三井ホール）（公演中止）-公演中止に伴い、3月14日（土）（大手町三井ホール）無観客収録映像の有料配信実施。[25]
  - 舞台「元号男子～回顧～」（2021年9月16日 - 19日、ヒューリックホール東京）（公演中止）
- 『明日は捲る』（2021年4月14日 - 18日、シアターサンモール）馬場俊哉 役[26]
- オムイズムvol.4「バスタ新宿発青森行き夜行バスは殺人ばかり」（2021年5月26日 - 30日、築地本願寺ブディストホール） - 陽気な運転手 役[27]（公演中止）
- 舞台『魔法使いの約束』 - フィガロ 役
  - 舞台『魔法使いの約束』第2章（2021年11月5日 - 21日、天王洲 銀河劇場）
  - 舞台『魔法使いの約束』第3章（2022年4月29日 - 5月8日、天王洲 銀河劇場 / 5月13日 - 15日、アイプラザ豊橋 / 5月20日 - 22日、京都劇場）（2022年4月23日 - 28日、天王洲 銀河劇場公演中止）
  - 舞台『魔法使いの約束』祝祭シリーズ Part1（2023年2月17日 - 3月5日、天王洲 銀河劇場）
  - 舞台『魔法使いの約束』祝祭シリーズ Part2（2023年7月8日 - 23日、天王洲 銀河劇場）[28]
  - 舞台『魔法使いの約束』エチュードシリーズPart1（2024年6月1日 - 9日、天王洲 銀河劇場 / 6月15日 - 23日、ＳｋｙシアターＭＢＳ）
  - 舞台『魔法使いの約束』エチュードシリーズPart2（2024年11月30日 - 12月8日、天王洲 銀河劇場 / 12月14日 - 22日、ＳｋｙシアターＭＢＳ）
  - 舞台『魔法使いの約束』きみに花を、空に魔法を 前編（2025年9月6日 - 23日、天王洲 銀河劇場 / 9月28日 - 10月5日、箕面市立文化芸能劇場 大ホール）[29][30]
  - 舞台『魔法使いの約束』きみに花を、空に魔法を 後編（2026年）[29]
- スマホ連動”ヒロイン体験 朗読劇”「恋人は公安刑事」 from 100シーンの恋＋ （2022年1月14日、赤坂RED/THEATER） - 加賀兵吾 役[31]
- 舞台『正義ノ嘘人』（2022年7月14日 - 24日、シアターサンモール（7月14日公演中止）） - 天童ミヤビ 役[32]
- 音楽劇『まほろばかなた』（2022年10月28日 - 11月6日、天王洲 銀河劇場） - 大村蔵六 役
- 舞台『沈丁花』（2022年12月16日 - 12月20日、KAAT神奈川芸術劇場） - 寒河江常吉 役
- 「魔入りました！入間くん」THE STAGE - オペラ 役
  - 「魔入りました！入間くん」THE STAGE（2023年5月24日 - 28日、東京ドームシティ シアターGロッソ）[33]
  - 「魔入りました！入間くん」THE STAGE 再演（2024年8月30日 - 9月8日、東京ドームシティ シアターGロッソ）[34]
- 『Dancing☆Starプリキュア』The Stage - パドドゥ 役
  - 『Dancing☆Starプリキュア』The Stage（2023年10月28日 - 11月5日、品川プリンスホテル ステラボール / 11月10日 - 12日、サンケイホールブリーゼ）[35][36][37]
  - 『Dancing☆Starプリキュア』The Stage2（2025年2月15日 - 23日、シアターH / 3月1日・2日、京都劇場）[38]
  - 『Dancing☆Starプリキュア』The Stage3（2025年12月5日 - 14日、天王洲 銀河劇場 / 12月19日 - 21日、COOL JAPAN PARK OSAKA TTホール）[39]
- 音楽朗読劇 THE LITTLE MATCH GIRL ～アンデルセン童話『マッチ売りの少女』より～（2023年11月25日・26日・12月1日、博品館劇場）[40]
- ステージ『エロイカより愛をこめて』Revival+（2024年7月26日 - 7月29日、紀伊國屋ホール） - 絵画「紫を着る男」 役
- 『マーダーミステリーshowcase～5人の証言～』（2025年1月18日、全電通労働会館）[41]
- ～女子大小路の名探偵 新章～ 舞台『死は、ど真ん中に転げ落ちて』（2025年3月15日 - 23日、博品館劇場） - ヤマモト 役[42]
- 朗読劇『文豪Letters』（2025年4月5日、北とぴあ ドームホール）
- 赤塚不二夫生誕90周年記念公演『赤塚不二夫スクラップブック』（2025年4月15日 - 20日、CBGKシブゲキ!!）[43]

### ショー
- 東京ランウェイ2014 S/S（2014年3月）
- Brilliant Star☆デコレーションズ
  - Brilliant Star☆デコレーションズ Vol.6（2014年7月）
  - Brilliant Star☆デコレーションズ Vol.7（2014年10月）
  - Brilliant Star☆デコレーションズ in サンリオピューロランド2015（2015年7月）
  - Brilliant Star☆デコレーションズ Vol.10（2016年1月）
  - Brilliant Star☆デコレーションズ Vol.11（2016年6月）
  - Brilliant Star☆デコレーションズ Vol.12（2017年6月）
  - ブリデコオールスターズハロウィンSP（2017年11月）
  - Brilliant Star☆デコレーションズ 新年会「世界庭園の姫君達～ワールドロリータコレクション～」（2018年1月）
  - ブリデコ新年会2019花の姫、鳥の姫、風の姫、月の姫（2019年1月）
- スーパー・ボーイズ・フェスティバル2014（2014年8月）
- 文化服飾学院　卒業制作作品ファッションショー（2015年3月）

### イベント・ライブ
- カレンダー発売記念トークイベント
  - 「和合真一2017カレンダー発売記念トークイベント」（2017年3月4日、渋谷文化ファッションインキュベーション）
  - 和合真一『他撮り風自撮りカレンダー 2023-2024』発売記念イベント（2023年4月23日、ブルースクエア四谷）
  - 『和合真一［2024-2025］5月はじまりカレンダー発売記念イベント』（2024年4月28日、シアター代官山）
  - 『和合真一［2025-2026］5月はじまりカレンダー発売記念イベント』（2025年4月26日、シアター代官山）
- 和合真一 バースデーイベント
  - 「和合真一 31st Birthday Party」（2017年9月17日、DAIA）
  - 『www.37th.party』（2023年9月16日、シアター代官山）
- おそ松さん on STAGE 関連 - 十四松（F6） 役
  - 「STAGE FES 2017-2018」（2017年12月31日、大宮ソニックシティ 大ホール）
  - スペシャルイベント「おそ松さん on STAGE ～SIX MEN'S FESTIVAL～」（2018年3月25日、パシフィコ横浜 国立大ホール）
  - F6 1st LIVEツアー「Satisfaction」（2018年8月11日、豊洲PIT／8月16日、舞浜アンフィシアター／8月19日、ミュージックタウン音市場／8月25日、大阪メルパルクホール）
  - 「STAGE FES 2018-2019」（2018年12月31日、大宮ソニックシティ 大ホール）
  - 「STAGE FES 2019-2020」（2019年12月31日、大宮ソニックシティ 大ホール）
  - F6 2nd LIVEツアー「FANTASTIC ECSTASY」（2020年2月22日 - 23日、幕張メッセ イベントホール／3月4日、大阪城ホール（公演中止）／3月14日、ミュージックタウン音市場（公演中止）／3月19日 - 20日、幕張メッセ イベントホール（公演中止））

-公演中止に伴い、3月20日（金）東京凱旋公演 千秋楽（幕張イベントホール）を無観客にて開催し、公式無料生配信。
- 「ワールドツアー完璧MAP 世界を巡るコンサート」（2018年4月、かつしかシンフォニーヒルズ モーツァルトホール） - MC
- 「今月の宮下雄也vol.38」（2018年5月、ロフトプラスワン）
- 和合の輪感謝祭
  - 和合の輪感謝祭 in東京・大阪（2019年6月30日、星陵会館ホール／2019年7月7日、朝日生命ホール）
  - 和合の輪感謝祭2021 in東京・大阪（2021年8月29日、朝日生命ホール（大阪公演中止）／2021年9月25日、全電通労働会館／2021年9月26日、浜離宮朝日小ホール）

- 写真作品展『WAGOFILM』開催記念トークショー
  - 写真作品展『WAGOFILM』開催記念トークショー（2019年9月15日、富士フイルム西麻布ビル　１階ホール）
  - 写真作品展「WAGOFILM Ⅱ」開催記念トークショー（2021年11月27日、富士フイルム西麻布ビル　１階ホール）
- 「キャストサイズトークライブ12.15冬の陣」（2019年12月、浜離宮朝日ホール・小ホール）
- 『2.5次元男子。LIVE』
  - 『2.5次元男子。LIVE2021』（2021年6月25日、 LINE CUBE SHIBUYA）
  - 『2.5次元男子。LIVE2022 ～僕たちの夏は終わらない！～』（2022年9月29日、中野サンプラザ）
- 「出張！うたってにこりん☆お遊戯会」（2021年10月2日、有楽町よみうりホール） - 鹿月扇次 役
- イケボdeクリスマス（2022年12月23日、丸井錦糸町店）
- LINE LIVE「ワゴチャンネル～2022年クリスマスSP～」公開生放送（2022年12月25日、LINE株式会社）
- ミラクル☆ステージ『サンリオ男子』FUN♡FAN♡MEETING Vol.2 ～Thank you party～（2022年12月28日、サンリオピューロランド エンターテイメントホール） - 源誠一郎 役
- HADO ACTORS CUP Vol.7（2023年12月23日、HADO ARENA お台場）
- 「和合真一 10th セレブレーション・クルージング」 （2024年1月14日、シーライン東京［シンフォニークルーズ モデルナ］）
- 「魔入りました！入間くん」THE STAGE ファン感謝イベント（2024年3月11日、東京ドームシティ シアターGロッソ） - オペラ 役
- 「俳優談話 in 新潟」（2024年3月17日、新潟県民会館）
- シアターH『オープニングイベント』（2024年5月28日、シアターH） [45]
- 舞台『魔法使いの約束』関連 - フィガロ 役
  - 舞台『魔法使いの約束』オーケストラ音楽祭～main story～（2024年6月28日 - 30日、TACHIKAWA STAGE GARDEN ）
  - 舞台『魔法使いの約束』オーケストラ音楽祭～series collection～（2024年12月27日 - 29日、TACHIKAWA STAGE GARDEN ）
  - ネルケプランニング30th ANNIVERSARY『ネルフェス2024』（2024年8月20日、日本武道館 ）[46]
  - 舞台『魔法使いの約束』エチュードシリーズPart2　Blu-ray発売記念イベント（2025年5月18日、アニメイトシアター）
  - ネルケプランニング30th ANNIVERSARY『ネルフェス2024』後夜祭！（2025年1月25日、TOKYO DOME CITY HALL ）
  - Bilibili World 2025 （2025年7月13日、国家会展中心 ）
- 『和合という名のアート展～キセキ～』在廊イベント（2024年10月12日-13日、館・游彩（ヤカタ・ユウサイ））

### ラジオ
- 「富田美里のラジオゆうゆう」（2014年2月、自由が丘FM） - ゲスト出演
- 「波田陽区のRADIO侍!」（2015年8月、Rainbow Town FM） - ゲスト出演
- 『ラジオボンバー「芝居のススメ」』（2017年3月、調布FM） - ゲスト出演
- 「舞台やろうっ!another side」（2017年4月 - 6月、USEN放送 C-43ch MUSIC&TALK WAGON ～音バナ～） - レギュラー
- 「俳優日和～和合の話～」（2017年8月 - 2018年1月、SMART USEN） - レギュラー
- 「ラジオiNEWS」（2019年10月8日、ラジオNIKKEI） - メインパーソナリティ[47][48]

## DVD
- 「劇場版 屍囚獄（ししゅうごく）－結ノ篇－」（2017年9月2日、アルバトロス） - 天野貴彦 役
- 「劇場版 屍囚獄（ししゅうごく）－起ノ篇－」（2017年8月2日、アルバトロス） - 天野貴彦 役
- 「和合真一の『What A Good jOb！』～ワゴー王子の気ままな職業体験～とは!?」（2017年9月22日、幻冬舎コミックス）
- 「和合真一”ワゴプロデュース”第2弾『Galaxy style』～銀河を席巻する”Gスター”密着ドキュメンタリー～」（2020年3月24日、幻冬舎コミックス）

## CD
- CitrolarmeシュチュエーションＣＤ
  - 「処方箋男子 Vol.1 鷹取智広」（2018年8月、幻冬舎コミックス）
  - 「ゆり籠マリアージュ Vol.1 花野井ながる」（2023年3月11日、幻冬舎コミックス）
- うたってにこりん☆さくらさくら～ネオ・ナーサリーライム～（2021年4月9日、movic）

## 書籍・写真集
- カレンダー
  - 「和合真一 2017.04-2018.03 カレンダー」（2017年3月8日、幻冬舎コミックス）
  - 「和合真一『他撮り風自撮りカレンダー 2023-2024』」（2023年4月23日）
  - 『和合真一［2024-2025］5月はじまりカレンダー』（2024年4月28日）
  - 『和合真一［2025-2026］5月はじまりカレンダー』（2025年4月26日）
- 写真集「ねこカレ」（ムック本）（2017年12月6日、TCエンタテインメント）
- 「生きるために必要だから、イケメンに会いに行った。」一部登場　竹内佐千子 著（2018年7月、 ぶんか社）
- ファースト写真集「+α（プラスアルファ）」（2018年10月26日、ぶんか社）
- コンセプト写真集「ファッション・ヴィクティム」（2019年4月26日、DMM pictures）

## 個展
- 写真作品展｢WAGOFILM｣
  - 33歳 誕生日記念 和合真一写真作品展「WAGOFILM」（2019年9月13日-17日、WONDER PHOTO SHOP 2F）[49]
  - 和合真一写真作品展「WAGOFILMⅡ」（2021年11月20日-30日、WONDER PHOTO SHOP）[50][51]
- 『和合という名のアート展～キセキ～』（2024年10月11日-14日、館・游彩（ヤカタ・ユウサイ））[52]